# دومينغو بورتيو
دومينغو بورتيو (بالإسبانية: Aníbal Portillo)‏ هو سياسي سلفادوري، ولد في 20 ديسمبر 1914، وتوفي في 15 فبراير 2010.